# 白色圣玛利亚教堂 (托莱多)

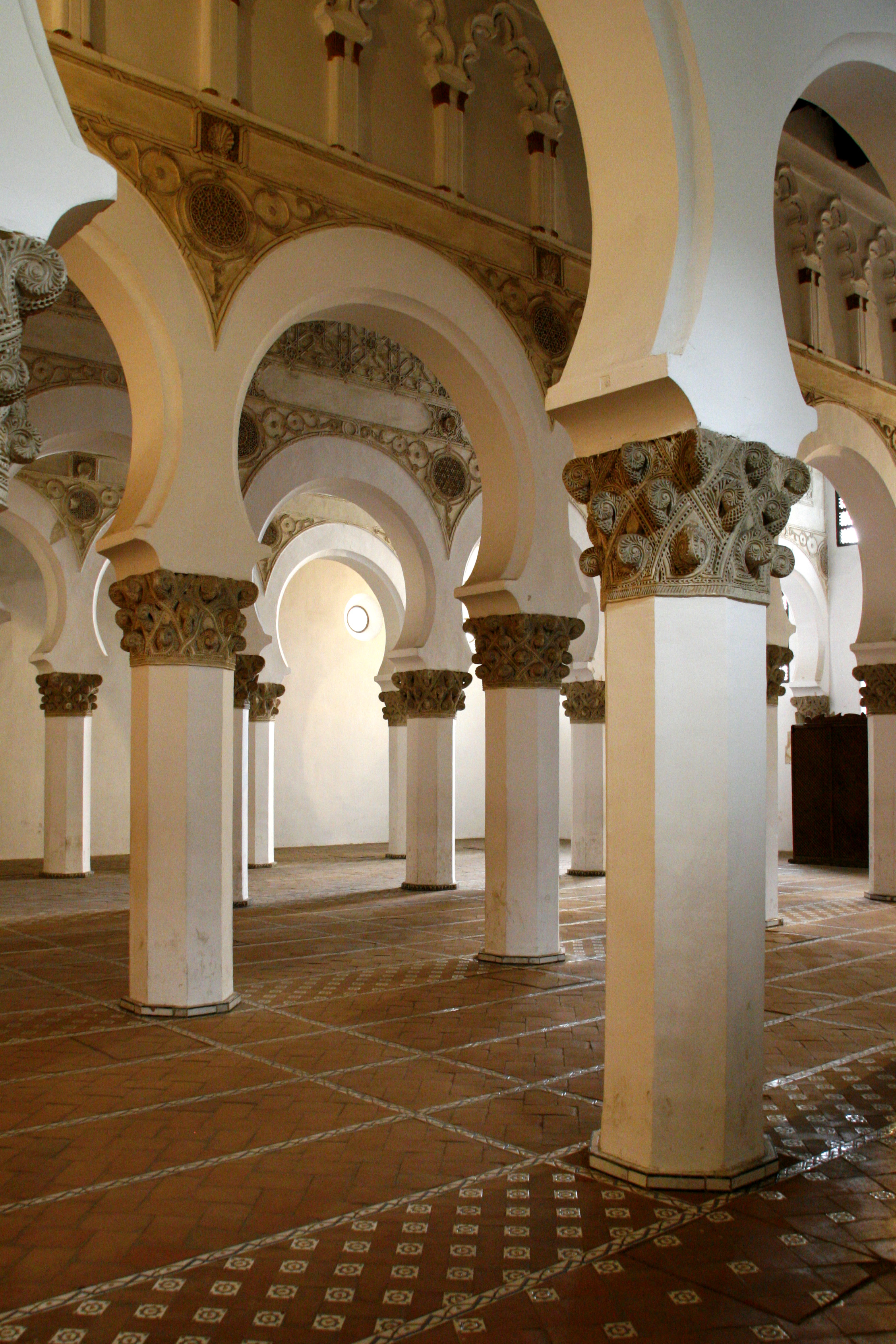
内部

白色圣玛利亚教堂（西班牙语：Iglesia de Santa María la Blanca），原为西班牙托莱多最大的犹太会堂伊本·书珊会堂，兴建于1180年，为欧洲现存最古老的犹太会堂建筑。其赞助人约瑟夫·书珊是阿方索八世的财政大臣的儿子。在1405年或1411年改为天主教堂，但没有进行重大改建。现在是一座博物馆，属于天主教会拥有和管理。
它的风格和文化分类很独特，因为它是在基督教的卡斯蒂利亚王国统治下，由伊斯兰建筑师修建的穆德哈尔式建筑，作为犹太教宗教用途。它被认为是中世纪伊比利亚半岛三种文化合作的象征。

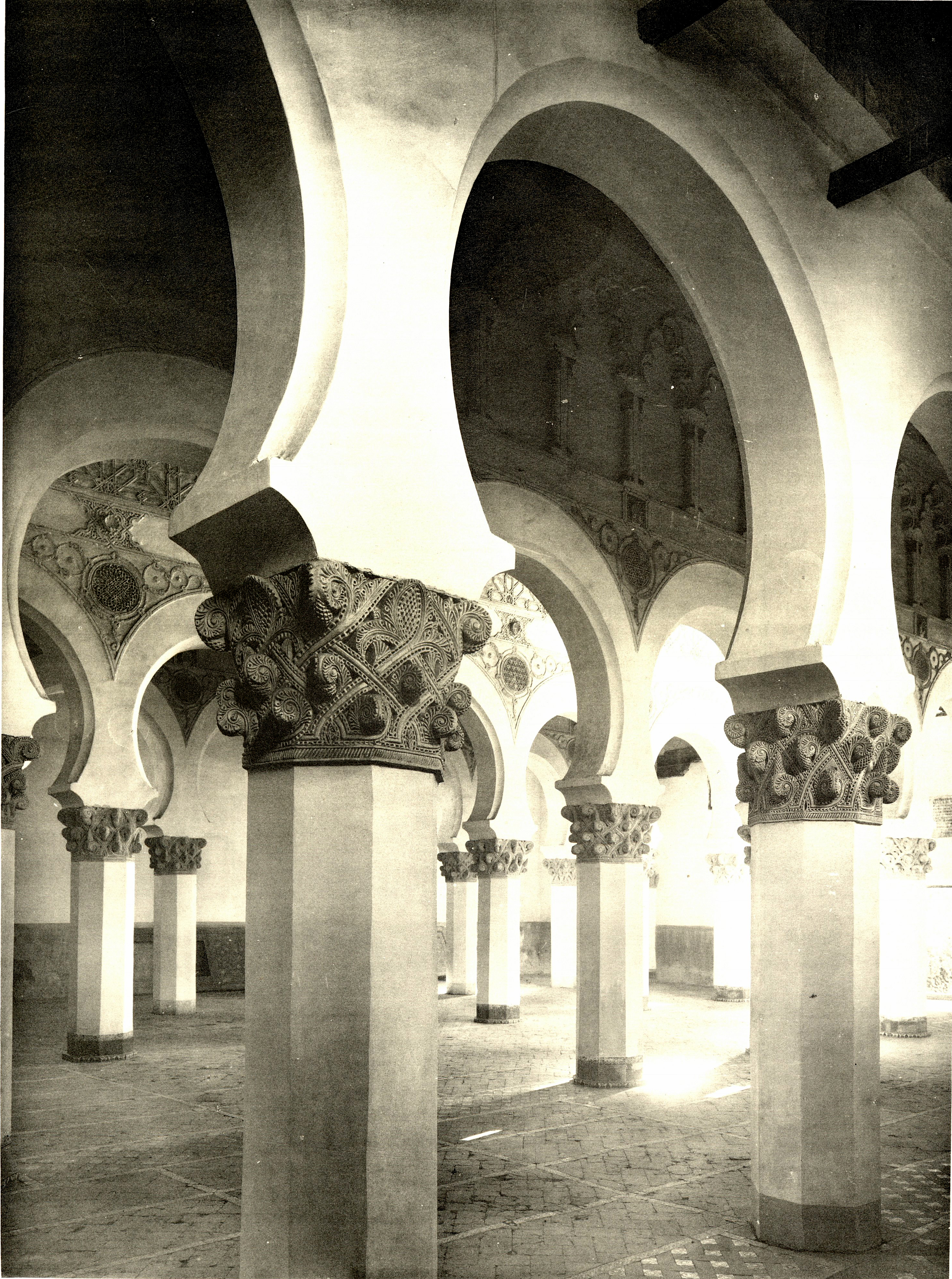
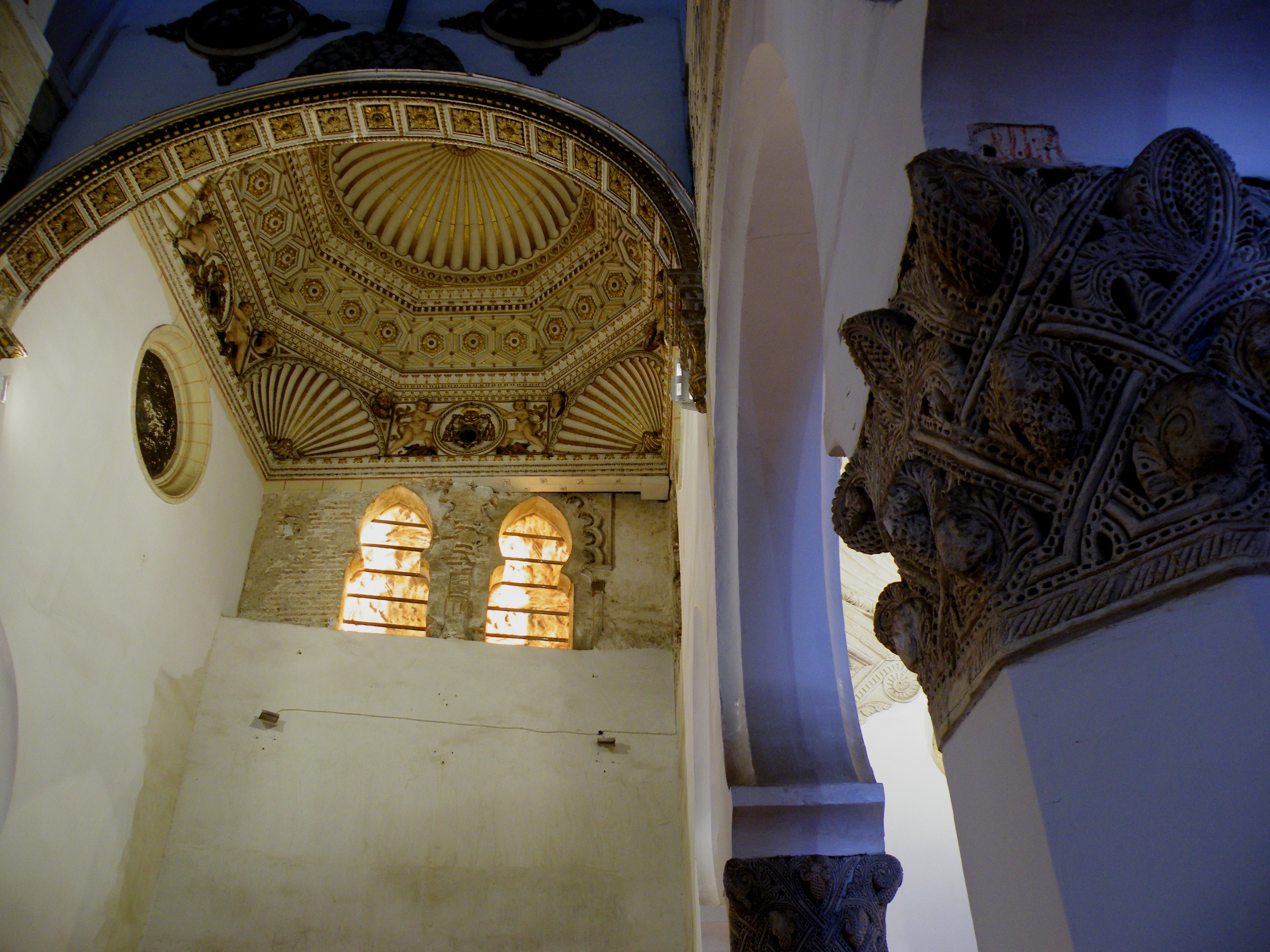
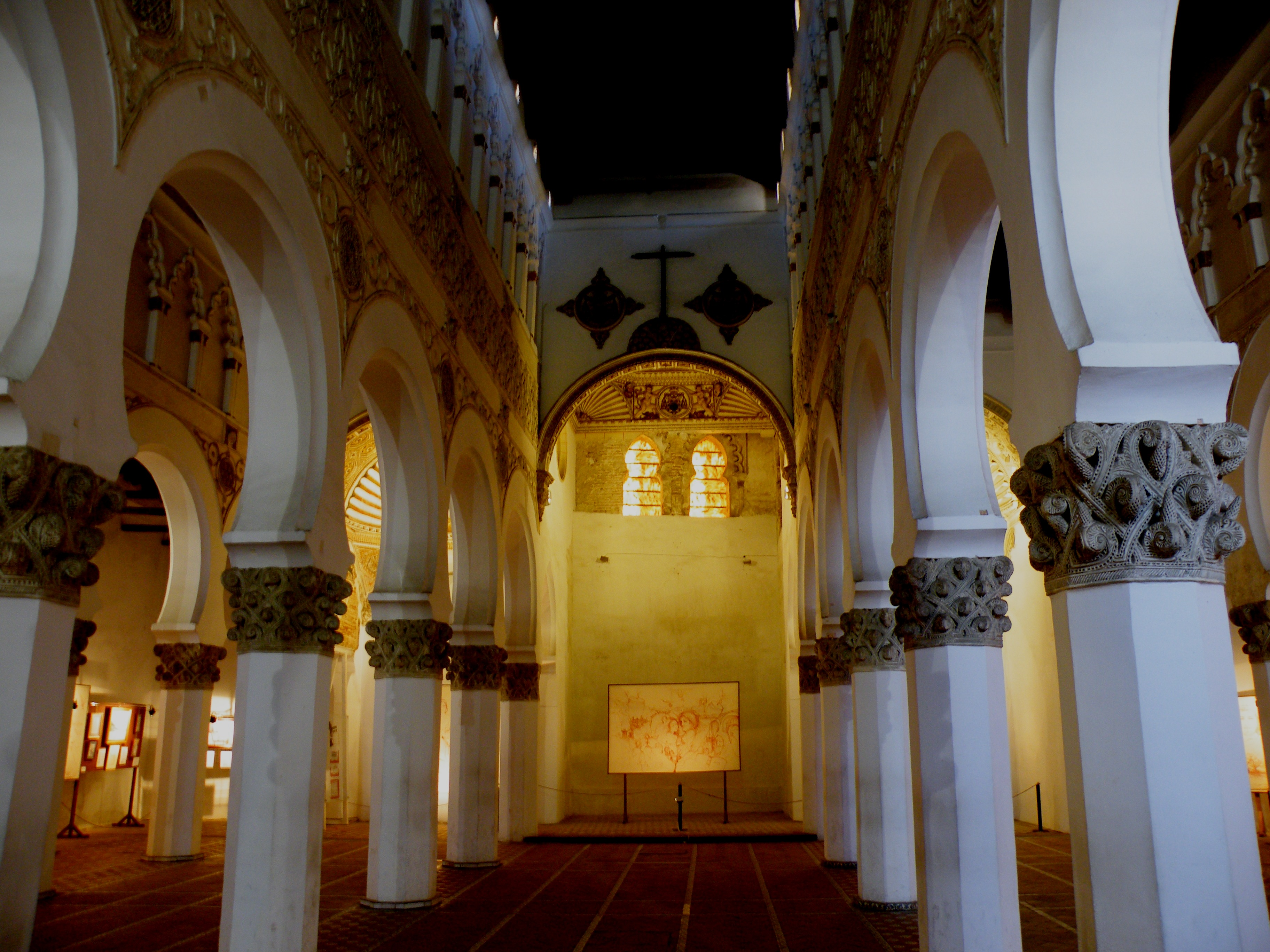
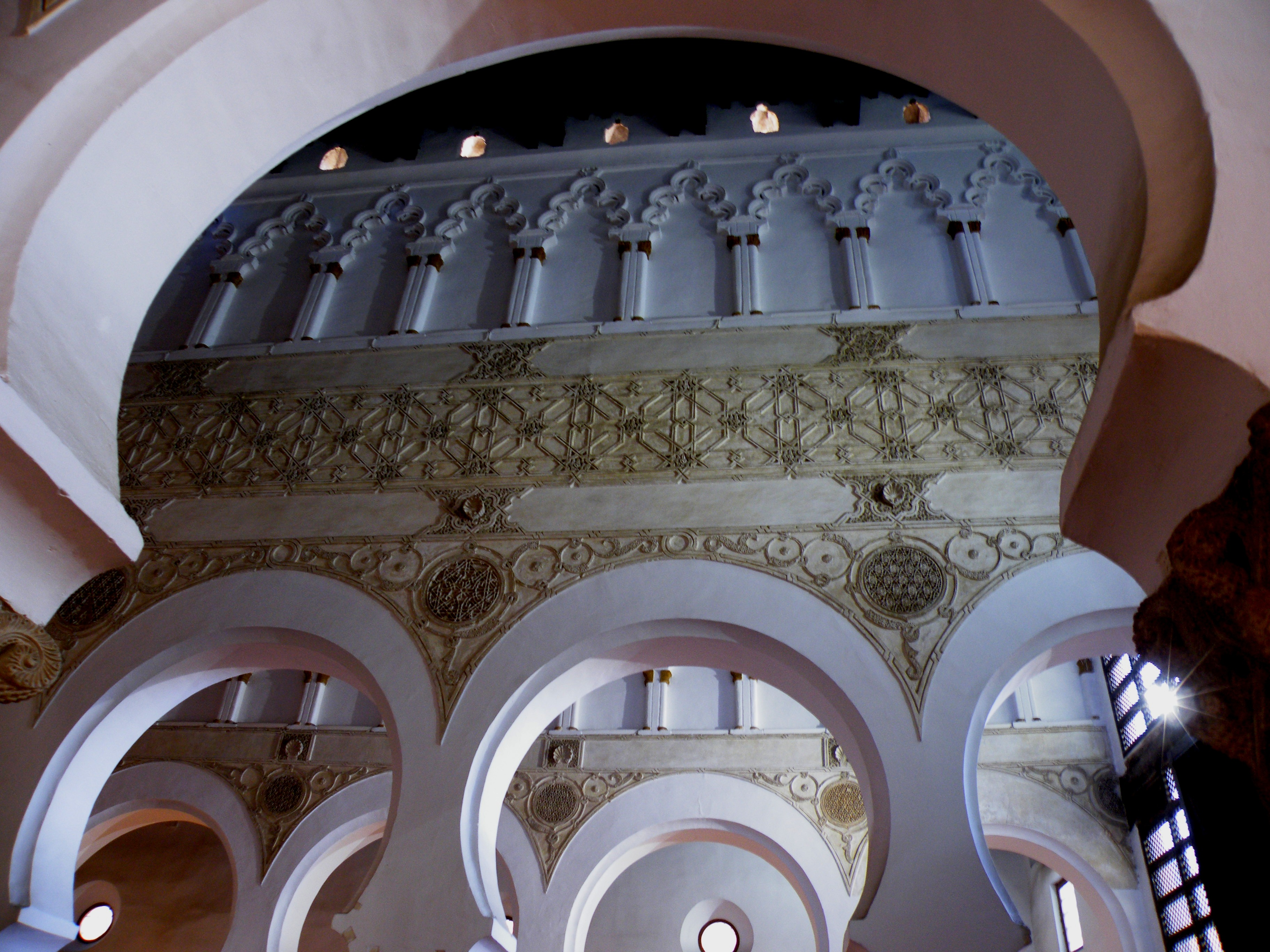
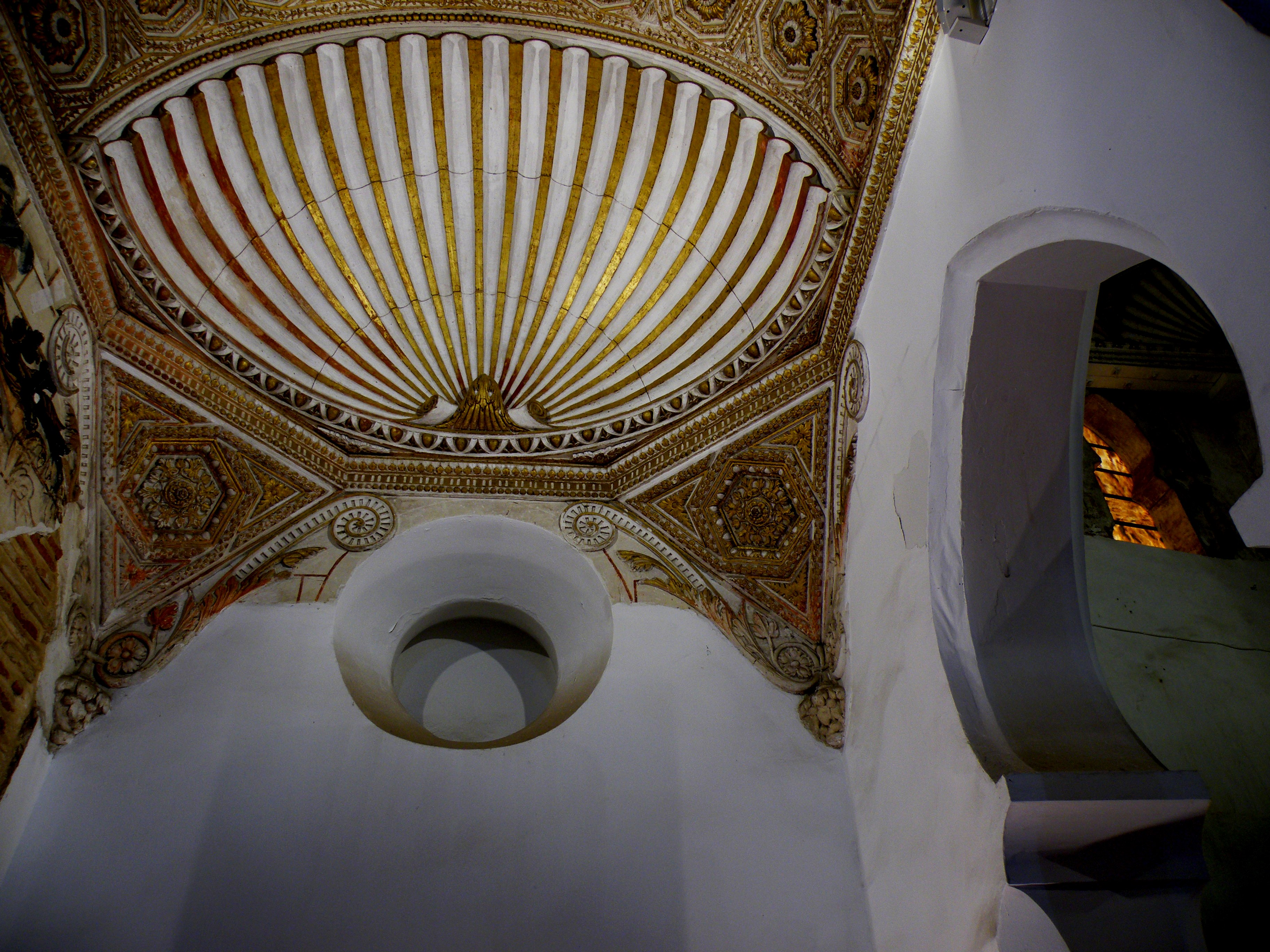
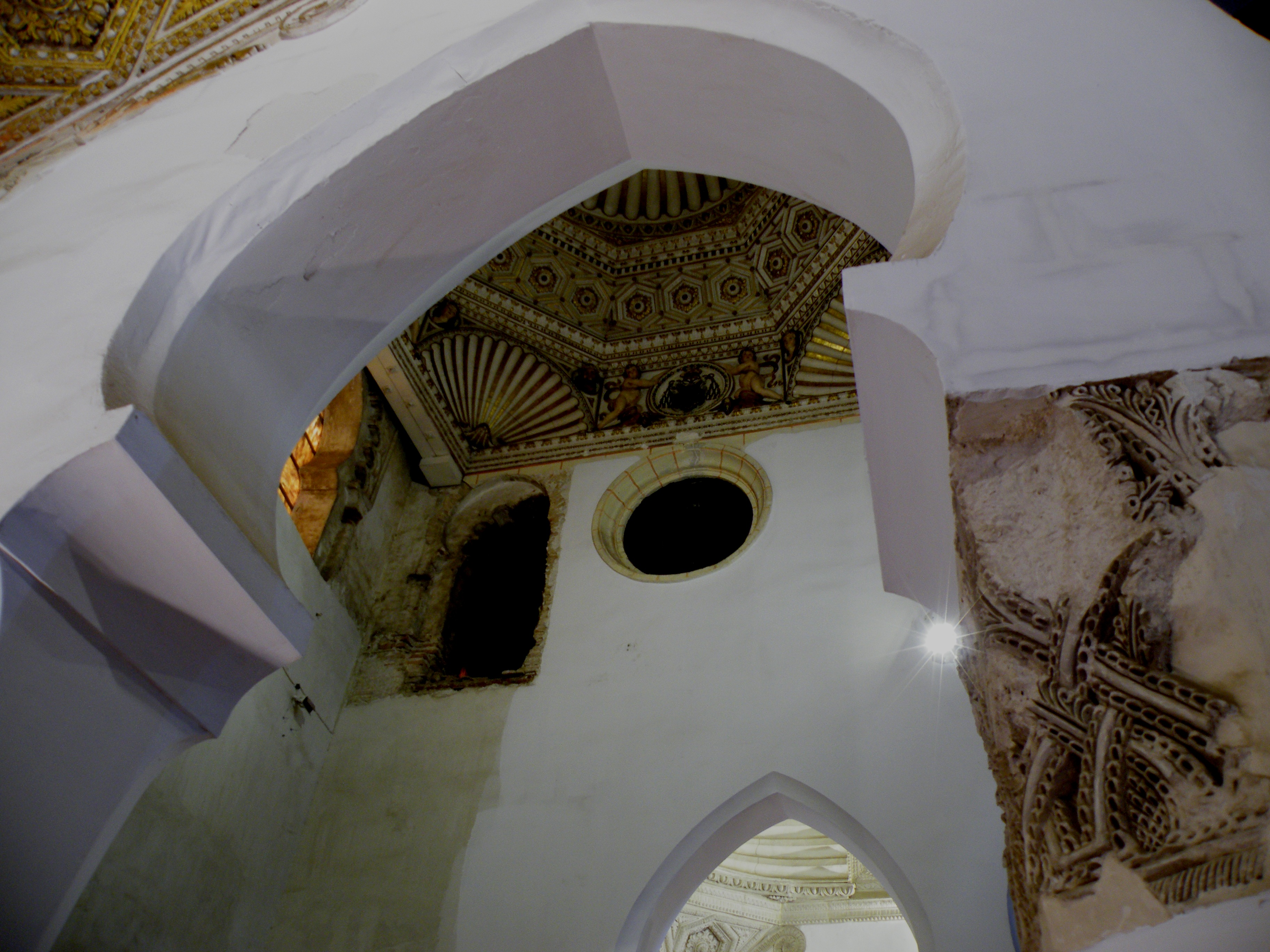
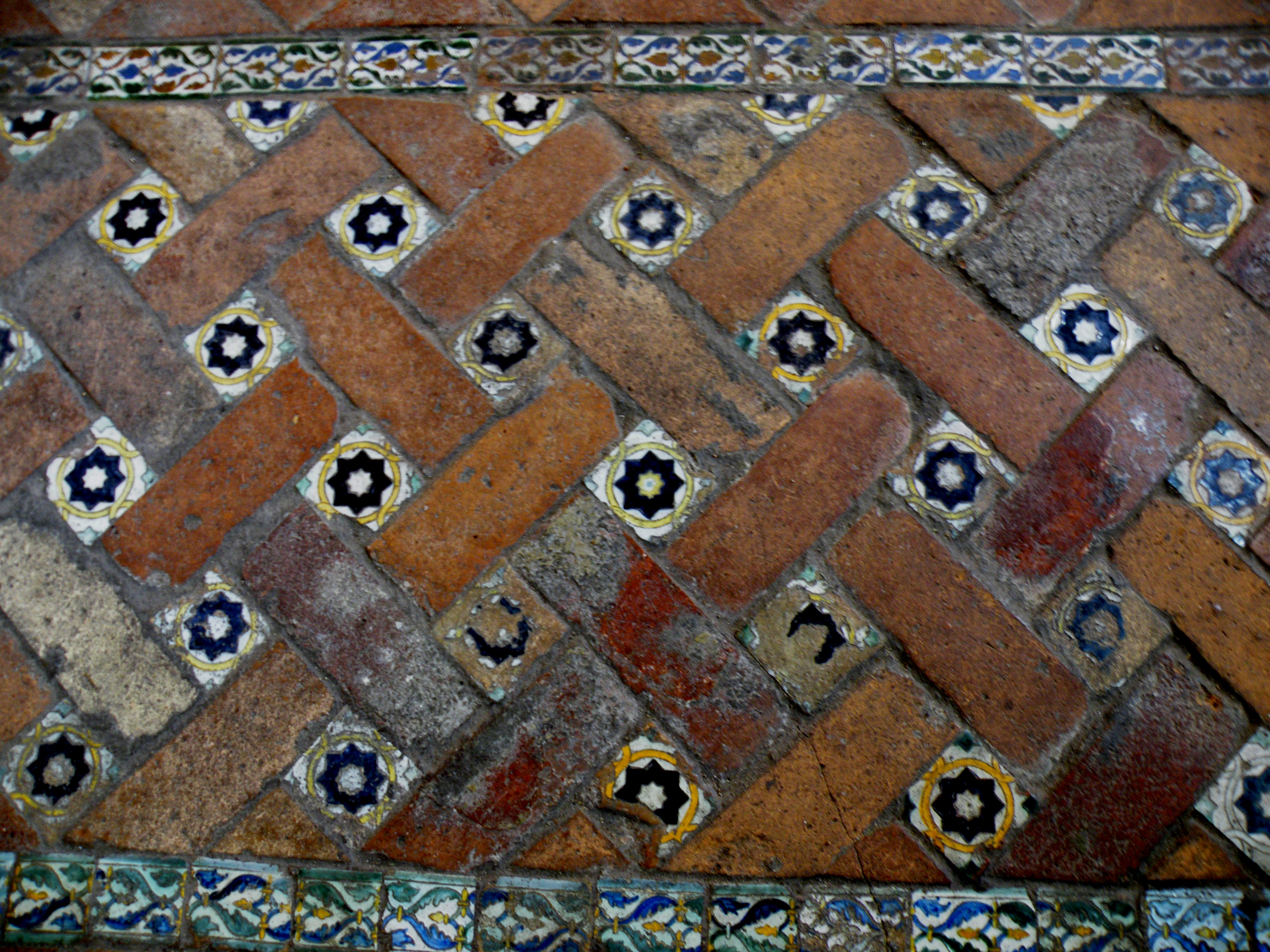
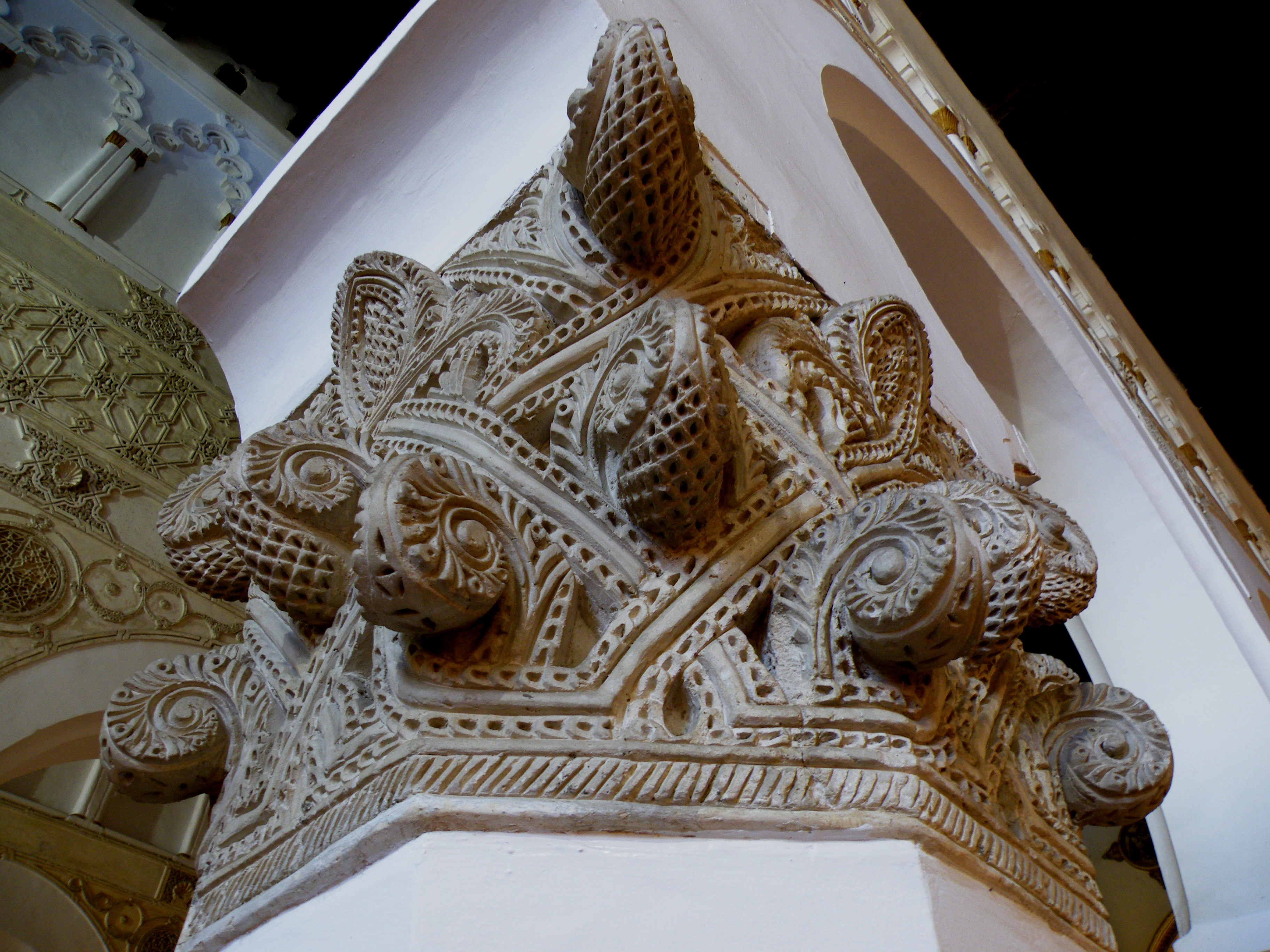
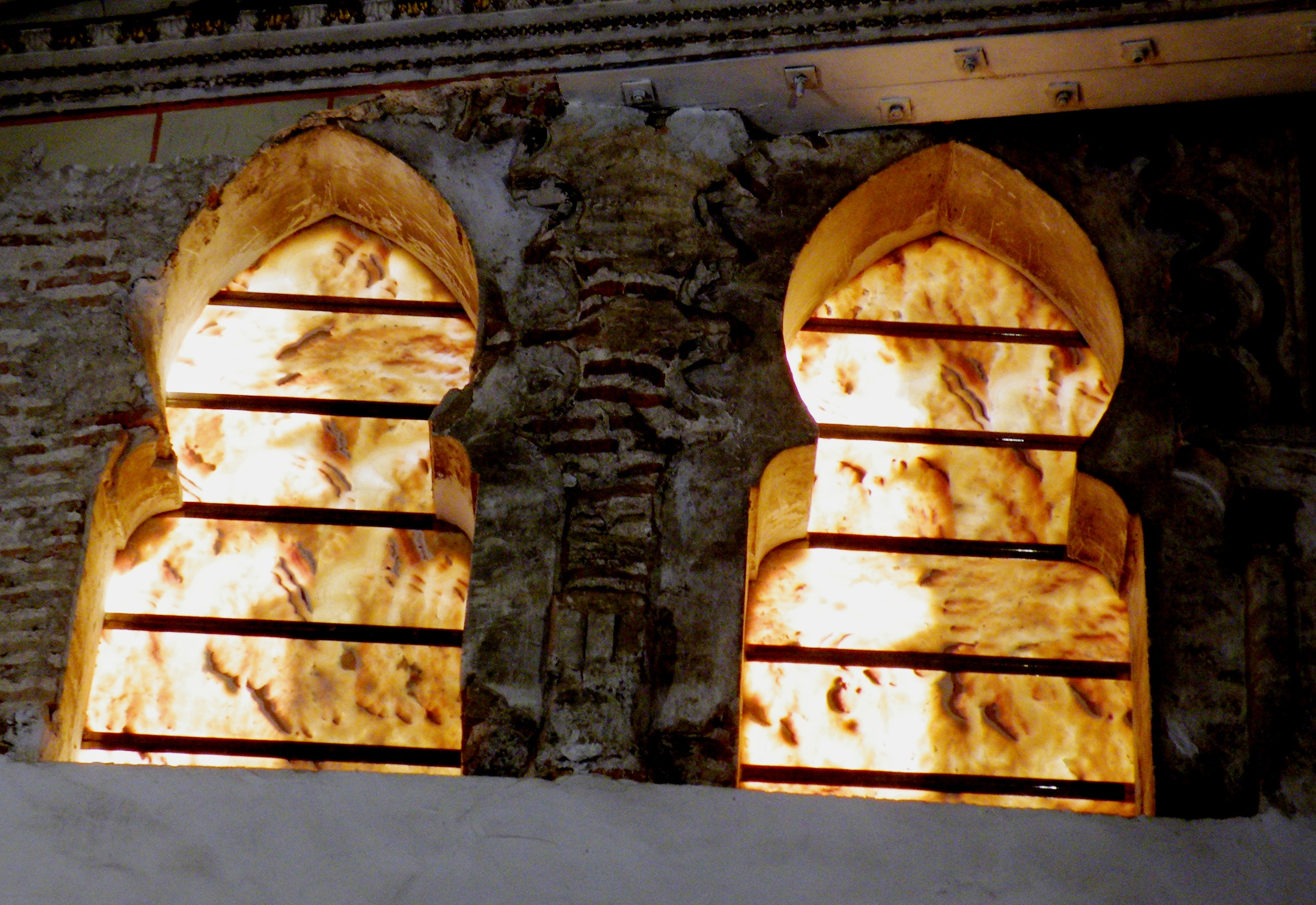